# 向田茉夏
向田 茉夏（むかいだ まなつ、1996年〈平成8年〉5月10日 - ）は、日本の元アイドルであり、女性アイドルグループ・SKE48の元メンバーである。愛知県春日井市出身。元AKS所属。

## 略歴
- 2009年3月29日、『SKE48第二期メンバーオーディション』に合格。
- 2009年4月25日、『「神公演予定」* 諸般の事情により、神公演にならない場合もありますので、ご了承ください。』においてチームKIIとして初披露。
- 2009年6月13日、SKE48 チームKII 1st Stage「会いたかった」公演にて劇場公演デビュー。
- 2009年12月25日、『超劇場版ケロロ軍曹 誕生!究極ケロロ 奇跡の時空島であります!!』応援団「ケロロガールズ」メンバーになる。
- 2010年3月24日、SKE48の2ndシングル「青空片想い」の選抜メンバーとなる。
- 2012年、5月から6月にかけて実施された『AKB48 27thシングル 選抜総選挙』では35位で、ネクストガールズ入りを果たした[2]。
- 2013年、5月から6月にかけて実施された『AKB48 32ndシングル 選抜総選挙』は立候補をしないことを明言した[3]。
- 2013年4月13日、日本ガイシホールで開催されたSKE48春コン2013「変わらないこと。ずっと仲間なこと」で、「組閣」と称したチーム再編により、チームSへの異動が発表された[4]。
- 2013年7月17日、新チーム体制に再編されたことでチームSへ異動。
- 2014年1月17日、チームS公演においてSKE48の活動を3月をもって卒業することを発表[5]。
- 2014年3月23日、この日行われた卒業公演をもってSKE48を卒業[6]。

## 人物
- 愛称は、まなつ[7]。
- 好きな食べ物はイチゴ[8]。
- 前田敦子（元AKB48）に憧れている[9]。
- NMB48の推しメンとして近藤里奈を挙げている[10]。
- 視力が悪く、普段は眼鏡をかけている[11]。

## SKE48在籍時の参加曲

### シングルCD選抜曲
SKE48名義
- 青空片想い
- ごめんね、SUMMER
- 1!2!3!4! ヨロシク!
  - そばにいさせて
  - 青春は恥ずかしい - 紅組名義
- バンザイVenus
  - 愛の数 - チームKII名義
- パレオはエメラルド
  - 積み木の時間
  - 花火は終わらない - セレクション8名義
- 「オキドキ」に収録
  - 初恋の踏切
  - 微笑みのポジティブシンキング - 紅組名義
- 片想いFinally
  - 今日までのこと、これからのこと
- アイシテラブル!
- キスだって左利き
- チョコの奴隷
- 美しい稲妻
  - JYURI-JYURI BABY - Team S名義
- 賛成カワイイ!
  - 道は なぜ続くのか? - 愛知トヨタ選抜名義
- 「未来とは?」に収録
  - 猫の尻尾がピンと立ってるように…feat. Bose (スチャダラパー) - Team S名義
  - 僕らの絆

AKB48名義
- 「Beginner」に収録
  - 僕だけのvalue - アンダーガールズ名義
- 「桜の木になろう」に収録
  - 偶然の十字路 - アンダーガールズ名義
- 「Everyday、カチューシャ」に収録
  - 人の力 - アンダーガールズ名義
- 「フライングゲット」に収録
  - 野菜占い - 野菜シスターズ2011名義
- 「ギンガムチェック」に収録
  - ドレミファ音痴 - ネクストガールズ名義
- 「UZA」に収録 
  - 次のSeason - アンダーガールズ名義
- 「永遠プレッシャー」に収録
  - 強がり時計 - SKE48名義
- 「さよならクロール」に収録
  - バラの果実 - アンダーガールズ名義
- 「鈴懸の木の道で「君の微笑みを夢に見る」と言ってしまったら僕たちの関係はどう変わってしまうのか、僕なりに何日か考えた上でのやや気恥ずかしい結論のようなもの」に収録
  - Escape - SKE48名義

### アルバムCD選抜曲
SKE48名義
- 『この日のチャイムを忘れない』に収録
  - 叱ってよ、ダーリン! - チームKII名義
  - ヘビーローテーション - チームKII名義
  - 拗ねながら、雨… - セレクション8名義

AKB48名義
- 『ここにいたこと』に収録
  - ここにいたこと
- 『1830m』に収録
  - 青空よ 寂しくないか?

### 劇場公演ユニット曲
チームKII 1st Stage「会いたかった」公演
- 嘆きのフィギュア
- 渚のCHERRY
- 背中から抱きしめて
- リオの革命
- スカート、ひらり

 チームKII 2nd Stage「手をつなぎながら」公演
- Glory days

 チームKII 3rd Stage「ラムネの飲み方」公演
- フィンランド・ミラクル
- Nice to meet you! (秦佐和子のユニットアンダー)

 チームS 4th Stage「RESET」公演
- 逆転王子様

## 出演

### テレビドラマ
- 経済ドキュメンタリードラマ ルビコンの決断（2009年12月10日、テレビ東京） - 主人公（宇梶剛士）の娘 役

### その他のテレビ番組
- イベント情報「マンモスフリーマーケット、SKE48 マンモス座談会」（2009年10月30日、テレビ愛知）
- SKE48が超劇場版ケロロ軍曹の声優に挑戦であります!!（2010年2月19日、エンタ!371）
- 超劇場版ケロロ軍曹5 公開記念SP特番（2010年2月20日、テレビ東京）
- 地元応援バラエティ このへん!!トラベラー（2010年4月3日、ABCテレビ）
- 知って解決!SKEっとネット（2010年5月17日、NHK総合・名古屋放送局制作）
- でらSKE〜夜明け前の国盗り48番勝負（2010年11月22日 - 2010年12月22日、TBS）
- SKE48のアイドル×アイドル（2010年12月6日・13日、中京テレビ）
- 地元応援バラエティ このへん!!トラベラー（2011年2月1日、中京テレビ）
- スター姫さがし太郎（2011年4月23日・30日、テレビ東京）
- 突撃!SKE48リポート（2011年5月8日・15日、MBSテレビ）
- SKE48の世界征服女子（2011年10月3日 - 2012年9月26日、中京テレビ）

### ラジオ
- SKE48 観覧車へようこそ!!（2010年3月15日 - 不定期出演、CBCラジオ） - ゴンドラマスター
- オールナイトニッポンR（2010年7月9日、ニッポン放送）
- SKE48♥1+1は2じゃないよ!（2010年12月8日 - 不定期出演、東海ラジオ）[注 1]

### CM
- びっくりドンキー（2010年5月17日 - 24日、テレビ愛知限定で7回のみの放送）
- ASBEE『ASBee100×SKE48』（2010年10月）
- カゴメ『野菜一日これ一本』（2011年7月2日 - ） - 「野菜シスターズ」赤しそ役
- JOYSOUND（2012年7月17日 - ）

### ネット配信
- 東海ご当地おみやげ○×女子会（2010年7月1日、Ustream）
- SKE48の私立SPA!学園（2011年10月21日・11月28日・2012年5月23日、ニコニコ動画）
- 学校の怪談 第6話「別れの曲」、第13話「あわせかがみ」（2012年8月、BeeTV）